# Utawarerumono Zan
Utawarerumono Zan (うたわれるもの斬?) è un videogioco del 2018 della serie Utawarerumono pubblicato in esclusiva per PlayStation 4. È un rifacimento, con meccaniche di gioco hack and slash e una trama più sintetica, del secondo capitolo della serie, la visual novel Utawarerumono: Mask of Deception (2015) che era caratterizzata da combattimenti strategico-a turni. Utawarerumono Zan, primo videogioco d'azione della serie, è stato sviluppato dalla Tamsoft, azienda già nota per i giochi hack and slash della serie Senran Kagura.